# Saving Private Ryan
Saving Private Ryan (titulada: Rescatando al soldado Ryan en Hispanoamérica y Salvar al soldado Ryan en España) es una película bélica épica estadounidense estrenada en 1998 y ambientada en la invasión de Normandía durante la Segunda Guerra Mundial. Dirigido por Steven Spielberg y escrito por Robert Rodat, el filme destaca por su recreación muy realista de la guerra, especialmente en sus intensos 27 primeros minutos, que narran el desembarco y asalto aliado en «Playa Omaha» el 6 de junio de 1944. La historia continúa con Tom Hanks como el capitán John H. Miller del ejército de los Estados Unidos y siete hombres (interpretados por Tom Sizemore, Edward Burns, Barry Pepper, Vin Diesel, Giovanni Ribisi, Adam Goldberg y Jeremy Davies) en busca de un paracaidista, el soldado James Francis Ryan (Matt Damon), que ha perdido a sus tres hermanos en combate. La película es una coproducción entre DreamWorks Pictures, Paramount Pictures, Amblin Entertainment y Mutual Film Company. DreamWorks distribuyó la película en Norteamérica y Paramount internacionalmente.
En 1996 el productor Mark Gordon pasó a Paramount la idea de Rodat, que estaba inspirada en el caso de los hermanos Niland, tras lo cual comenzó el desarrollo del proyecto. Spielberg, que estaba entonces dando forma a DreamWorks, se sumó al proyecto como director y Hanks se unió al reparto. Después de que los actores pasaran por un entrenamiento supervisado por Dale Dye, veterano de los Marines, arrancó en junio de 1997 un rodaje que duraría dos meses. Las escenas del Día D se filmaron en la playa Ballinesker de la localidad de Curracloe, en el condado de Wexford de Irlanda con la participación de reservistas del ejército irlandés.
Estrenada el 24 de julio de 1998, Saving Private Ryan fue bien recibida por el público y obtuvo buenas críticas por sus actuaciones, realismo, fotografía, música, guion y la dirección de Spielberg. También obtuvo una importante recaudación en taquilla, que ascendió 481,8 millones de dólares estadounidenses en todo el mundo y la situó como la segunda película más taquillera del año. Además, ganó numerosos premios, incluyendo mejor película y director en los Premios Globo de Oro, en los premios de los sindicatos de directores y productores y en los Premios de la Crítica Cinematográfica. La Academia de Artes y Ciencias Cinematográficas estadounidense nominó la película a once premios Óscar y le otorgó cinco: mejor director (segundo premio Óscar para Spielberg), mejor montaje, mejor fotografía, mejor sonido y mejor edición de sonido, aunque el de mejor película se otorgó de forma controvertida a Shakespeare in Love.
Desde su estreno Saving Private Ryan está considerada como una de las mejores películas jamás filmadas y una de las más influyentes en el cine bélico posterior. Renovó el interés general por la Segunda Guerra Mundial. En 2007 el American Film Institute la consideró una de las 100 mejores películas estadounidenses de la historia y en 2014 fue incluida en el Registro Nacional de Cine de la Biblioteca del Congreso de Estados Unidos para ser preservada por ser «cultural, histórica o estéticamente importante».

## Argumento
En la mañana del 6 de junio de 1944, fecha de inicio de la Operación Overlord, los soldados estadounidenses se preparan para desembarcar en la playa de Omaha. Nada más abrirse las puertas de sus lanchas de desembarco son recibidos por un feroz fuego de ametralladoras MG 42 y artillería alemana, que masacra a muchos de los soldados en cuanto ponen pie en tierra. El capitán John H. Miller, al mando de la compañía Charlie del 2.º Batallón Ranger, sobrevive a la carnicería del desembarco, reúne a un grupo de soldados para intentar penetrar las defensas alemanas y abre brecha para avanzar desde la playa.
En el Departamento de Guerra de los Estados Unidos, en Washington D. C., el general George Marshall es informado de que tres de los cuatro hermanos de la familia Ryan han muerto en combate con pocos días de diferencia y que su madre recibirá los tres telegramas de pésame en el mismo día. También tiene noticia de que el cuarto hermano, soldado James Francis Ryan de la compañía Baker, 506.º Regimiento de Infantería de Paracaidistas, 101.ª División Aerotransportada, está desaparecido en combate en algún lugar de Normandía. Tras leer a su equipo una carta que Abraham Lincoln envió a la señora Bixby, que perdió cinco hijos en la guerra civil, Marshall ordena que Ryan debe ser encontrado y enviado a casa inmediatamente.
En Francia, tres días después del Día D, Miller recibe la orden de localizar a Ryan. Reúne a seis hombres de su compañía (el sargento Horvath, el médico Wade y los soldados Caparzo, Mellish, Jackson y Reiben) y otro más de la 29.ª División de Infantería (el cabo Upham, que habla francés y alemán, para servir como traductor). Sin información sobre el paradero de Ryan, Miller y sus hombres se trasladan a la localidad de Neuville, donde se encuentran con un pelotón de la 101.ª. Tras entrar en la localidad bajo una fuerte lluvia, Caparzo es herido en el pecho por un francotirador alemán y muere desangrado sin que nadie pueda acudir en su ayuda. Jackson localiza al tirador enemigo y lo abate cuando Caparzo ya ha fallecido. Poco después encuentran un soldado de nombre James Frederick Ryan, de Minnesota, aunque rápidamente se percatan de que no es su hombre. En su búsqueda también se topan con un miembro de la compañía Charlie, quien les informa que su zona de aterrizaje fue Vierville y que las compañías Charlie y Baker tenían el mismo punto de reunión. Una vez allí localizan a un amigo de Ryan que les dice que el hombre al que buscan está defendiendo un puente de gran importancia estratégica sobre el río Merderet en la localidad de Ramelle.
En camino a Ramelle el grupo de búsqueda se topa con un nido de ametralladora alemana y Miller decide aprovechar la oportunidad para neutralizar la posición, cercana a una estación de radio y que ya ha acabado con varios soldados aliados, a pesar de los recelos de sus hombres. En el asalto, Wade, el médico del grupo, es mortalmente herido. El único superviviente alemán es objeto de la ira de todos los miembros del grupo estadounidense, menos Upham, que protesta ante Miller por dejar que sus hombres intenten fusilarlo. El soldado alemán suplica por su vida y Miller lo deja marchar con los ojos vendados y con órdenes de entregarse a la primera patrulla americana que encuentre. Tras ver a su capitán dejar marchar a un enemigo, Reiben deja de confiar en su liderazgo y le comunica su decisión de desertar del grupo, lo que le lleva a enfrentarse con Horvath. Ambos discuten acaloradamente hasta que Miller decide intervenir revelando su situación personal anterior a la guerra, cuando era maestro de literatura, una información que había llevado a los miembros del grupo a realizar apuestas. Reiben decide finalmente quedarse.
El grupo de soldados estadounidenses llega finalmente a las afueras de Ramelle, donde, en una emboscada a un vehículo semioruga alemán, se encuentran con tres paracaidistas estadounidenses. Uno de ellos es James Francis Ryan. Ya en Ramelle, Ryan es informado de la muerte de sus tres hermanos y de la misión para devolverlo a casa, en la que han muerto dos soldados estadounidenses. Se conmueve enormemente con la muerte de sus hermanos, pero siente que no es justo regresar a casa y le dice a Miller que le diga a su madre que «cuando me encontraron, estaba aquí con los únicos hermanos que me quedaban». Miller decide tomar el mando de todos los hombres y defender el puente con los pocos medios a su alcance.

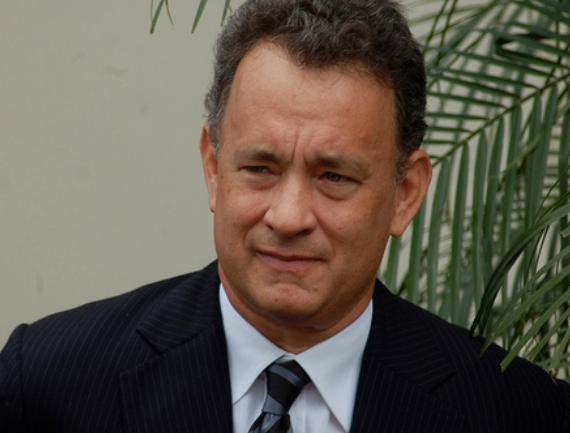
Tom Hanks interpreta al protagonista de la película, el capitán John H. Miller.

Los alemanes llegan a la localidad con una fuerza de más de cincuenta hombres y con el apoyo de vehículos blindados. Los estadounidenses han preparado la defensa e infligen numerosas bajas a los germanos, incluida la destrucción de dos tanques con bombas lapa hechas con calcetines y grasa, pero en la lucha mueren la mayoría de componentes del grupo de Miller, incluidos Jackson, Mellish y Horvarth. En el intento por volar el puente para evitar su caída en manos alemanas, Miller es mortalmente herido. Los estadounidenses resisten el feroz ataque alemán hasta que, justo antes de la llegada al puente de un tanque Tiger I, un avión estadounidense P-51 Mustang lo destruye, seguido de más aviones aliados e infantería americana con tanques M4 Sherman que consiguen derrotar a los alemanes. Upham, que se había quedado rezagado y escondido en una trinchera, encañona a varios soldados germanos, entre los que se encuentra el soldado que dejaron marchar tras tomar el nido de ametralladora, y lo mata de un tiro tras ser testigo de cómo disparaba a Miller. Ryan, Reiben, Upham y otro soldado de la unidad de Ramelle son los únicos supervivientes de la batalla de Ramelle. Ryan acude a ayudar al moribundo Miller y este le dice sus últimas palabras: «James... hágase usted digno de esto... merézcaselo».
Ya en la actualidad (año 1998), el veterano de la Segunda Guerra Mundial James Francis Ryan visita junto a su familia el Cementerio Estadounidense de Normandía en Colleville-sur-Mer, Francia. Ryan se acerca a la tumba de Miller y le pregunta a su esposa si ha sido un buen hombre, digno del sacrificio de Miller y su grupo de soldados, tras lo que hace un saludo militar a la cruz bajo la que reposa su salvador.

## Reparto y doblaje
| Actor           | Personaje                                                   | Doblaje en Latinoamérica | Doblaje de España |
| --------------- | ----------------------------------------------------------- | ------------------------ | ----------------- |
| Tom Hanks       | Capitán John Miller. 2º de rangers                          | Salvador Delgado         | Jordi Brau        |
| Tom Sizemore    | Sargento Primero Michael Horvarth. 2.º de rangers           | Humberto Solórzano       | Rafael Calvo      |
| Matt Damon      | Soldado James Francis Ryan. 101.ª División Aerotransportada | Rubén León               | Roger Pera        |
| Edward Burns    | Soldado Richard Reiben. 2.º de rangers                      | Carlos Íñigo             | Eduard Farelo     |
| Jeremy Davies   | Cabo Timothy E. Upham. 29ª División de infantería           | Daniel Abundis           | Ángel de Gracia   |
| Barry Pepper    | Soldado Daniel Jackson. Francotirador, 2º de Rangers        | José Gilberto Vilchis    | Raúl Llorens      |
| Adam Goldberg   | Soldado Stanley Mellish. 2º de Rangers                      | Javier Rivero            | Alberto Mieza     |
| Giovanni Ribisi | Sargento Técnico Irwin Wade. Sanitario. 2º de Rangers       | Luis Daniel Ramírez      | Aleix Estadella   |
| Vin Diesel      | Soldado Adrian Caparzo. 2º de Rangers                       | Genaro Vásquez           | Xavier Fernández  |
| Ted Danson      | Capitán Fred Hamill. 101.ª División Aerotransportada        | Rafael Rivera            | Óscar Barberán    |
| Paul Giamatti   | Sargento William Hill. 101ª División Aerotraansportada      | Herman López             | Luis Posada       |
| Dennis Farina   | Coronel Anderson. Comandante de Batallón. 2º de Rangers     | Rafael del Río           | Claudi García     |
| Leland Orser    | Teniente Dewind. Piloto. 101.ª División Aerotransportada    | Miguel Ángel Ghigliazza  | Pep Antón Muñoz   |
| Max Martini     | Cabo Henderson. 101.ª División Aerotransportada             | Ricardo Mendoza          | Gonzalo Abril     |
| Harrison Young  | James Ryan (anciano)                                        | Jesús Colín              | Joaquín Díaz      |
| Harve Presnell  | General George Marshall                                     | Maynardo Zavala          |                   |
| Bryan Cranston  | Coronel I. W. Bryce                                         | Humberto Vélez           |                   |
| Nathan Fillion  | Soldado James Frederick Ryan                                | Ulises Maynardo Zavala   |                   |
| Joerg Stadler   | Soldado alemán                                              |                          |                   |

## Producción

### Desarrollo
En 1994 la esposa del guionista de cine Robert Rodat le regaló el libro D-Day: June 6, 1944: The Climactic Battle of World War II, del historiador Stephen Ambrose. Mientras leía el libro paseando una mañana por un pequeño pueblo de Nuevo Hampshire a Rodat «le sorprendió un monumento dedicado a los caídos en varias guerras, y particularmente los apellidos repetidos de hermanos que murieron en combate». Le inspiró la historia real en el libro de Ambrose de los Hermanos Niland, dos de los cuales habían muerto en la guerra, mientras que un tercero fue «sacado» de Normandía por el Departamento de Guerra. Rodat contó su idea al productor Mark Gordon y éste la pasó a Paramount Pictures, a cuyos ejecutivos gustó lo suficiente para que encargaran escribir el guion a Rodat. Carin Sage, de Creative Artists Agency, supo de este guion y lo dio a conocer al director Steven Spielberg, que era uno de los clientes de esa agencia. En esa época Spielberg estaba creando DreamWorks Pictures y se interesó por el tema, por lo que se hizo con una copia del guion.
Spielberg había mostrado con anterioridad su interés en la Segunda Guerra Mundial con las películas 1941, El imperio del Sol, La lista de Schindler y la saga de Indiana Jones. Tras Saving Private Ryan Spielberg también produjo dos miniseries para televisión ambientadas en la Segunda Guerra Mundial, Band of Brothers y The Pacific, junto a Tom Hanks. Preguntado sobre ello, el cineasta estadounidense dijo: «Creo que la Segunda Guerra Mundial es el evento más importante de los últimos cien años; el destino de los Baby boomers e incluso de la Generación X estuvo vinculado a ella. Más allá de esto, yo siempre he estado interesado en la Segunda Guerra Mundial. Mis primeras películas, las que hice con catorce años, eran filmes de combates tanto aéreos como terrestres. Desde hace años buscaba una buena historia sobre la Segunda Guerra Mundial para rodarla, y cuando Robert Rodat escribió Saving Private Ryan, la encontré.»
Después de que Spielberg firmara para dirigir la película, Paramount y DreamWorks, que acordaron producir la película junto con Amblin Entertainment y Mutual Film Company, llegaron a un acuerdo de distribución según el cual DreamWorks se haría cargo de la distribución nacional de la película mientras Paramount lo haría internacionalmente. A cambio de los derechos de distribución de Saving Private Ryan, Paramount conservaría los derechos de distribución nacional de Deep Impact, mientras que DreamWorks adquiriría la distribución internacional.

### Preproducción
Spielberg quería que los actores de la película tuvieran el aspecto más realista posible. El director dijo en una entrevista: «La gente en la Segunda Guerra Mundial tenía un aspecto distinto al de la gente de hoy», y por eso quiso que el reparto tuviera las mismas caras que había visto en fotos y filmaciones de la época. Mark Gordon y el coproductor Gary Levinsohn estaban interesados en contar con Tom Hanks para el papel del capitán Miller. Gordon dijo, «Tom estaba muy emocionado por su papel y afirmó que 'Steven y yo siempre hemos querido trabajar juntos'». Inicialmente también se pensó en los actores Harrison Ford y Mel Gibson para este papel.
Antes de comenzar el rodaje los protagonistas del filme, Edward Burns, Barry Pepper, Vin Diesel, Adam Goldberg, Giovanni Ribisi y Tom Hanks, tuvieron que prepararse sus roles de soldados durante diez días en un campo de entrenamiento bajo las órdenes del veterano de los Marines Dale Dye y de Warriors, Inc., una empresa californiana especializada en el entrenamiento de actores para interpretar roles militares realistas. Matt Damon se entrenó por separado para que el resto de actores, cuyos personajes debían sentir resentimiento con el suyo, no hicieran amistad con él. Spielberg declaró que su intención principal al obligar a los actores a pasar por el campo de entrenamiento no era que aprendieran las técnicas adecuadas sino más bien «porque quería que respetaran lo que era ser un soldado». Durante el rodaje, Tom Sizemore estaba luchando contra la adicción a las drogas y Spielberg le exigió que se sometiera a pruebas de drogas todos los días. Si daba positivo, sería despedido y todas sus escenas serían filmadas con un actor diferente.
La película comienza con una secuencia de más de veinte minutos de duración que recrea el desembarco de los soldados en las playas de Normandía. Spielberg decidió incluir esta escena particularmente violenta con la finalidad de «meter a la audiencia en el escenario conmigo», pues no quería que «la audiencia fueran meros espectadores, sino que buscaba que participaran como niños que nunca antes habían visto una batalla de verdad y llegar juntos a lo alto de la playa de Omaha».

### Rodaje

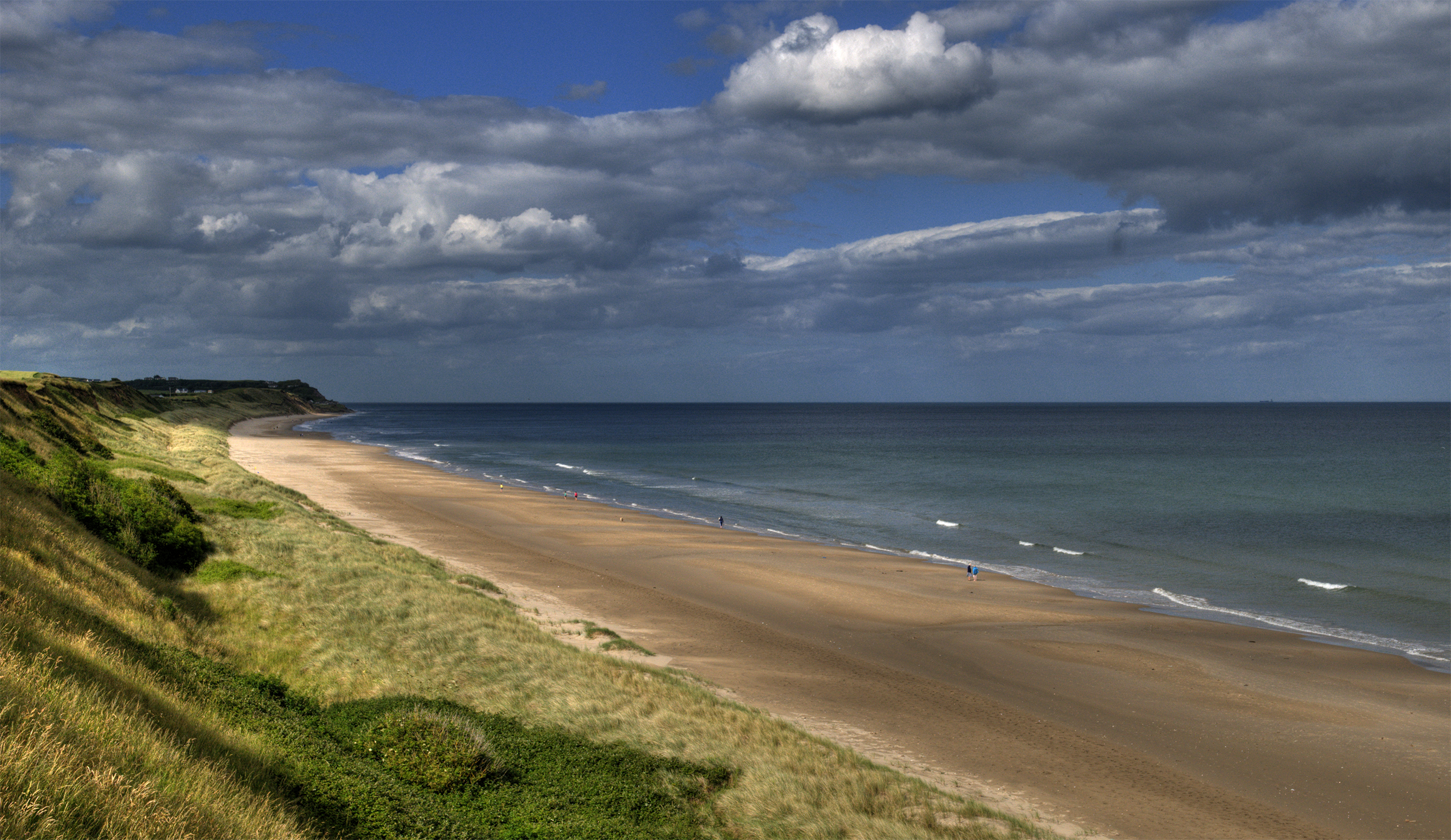
Playa Ballinesker en el condado de Wexford, Irlanda, lugar de rodaje de la secuencia del desembarco de Normandía.

El rodaje dio comienzo el 27 de junio de 1997 y duró dos meses. Spielberg quería una réplica casi exacta del paisaje de la playa de Omaha, con la misma arena y terraplenes sobre los que las fuerzas alemanas estaban ubicadas en la costa francesa. Esta réplica se encontró en la playa Ballinesker de la localidad de Curracloe, condado de Wexford, Irlanda. La producción de la secuencia que recrea el desembarco de Normandía costó doce millones de dólares e implicó a 1500 extras, algunos de los cuales eran reservistas de las fuerzas de defensa irlandesas. Los soldados alemanes fueron interpretados por miembros de grupos locales de reconstrucción histórica como el Second Battle Group. Además, intervinieron de veinte a treinta personas con amputaciones reales para interpretar a los soldados estadounidenses mutilados durante el desembarco. Spielberg no realizó el habitual guion gráfico de la secuencia, pues quería reacciones espontáneas y que «la acción me inspire sobre el lugar donde colocar la cámara». Tom Hanks contó al crítico Roger Ebert que, aunque era consciente de que era una película, la experiencia le resultó dura porque «El primer día de rodaje de las secuencias del Día D estaba en la parte trasera de la lancha de desembarco, y esa rampa cayó y vi las primeras filas de tipos que acababan volando en pedazos. En mi cabeza, por supuesto, sabía que eran efectos especiales, pero todavía no estaba preparado para lo real que era».
Algunas escenas se filmaron en Normandía, en el Cementerio Estadounidense de Normandía de Colleville-sur-Mer y en Calvados. Otras escenas fueron rodadas en localizaciones inglesas, como el British Aerospace en Hatfield (Hertfordshire), Londres, el Thame Park de Oxfordshire y Wiltshire. La producción también se iba a desarrollar en Seaham, en el condado de Durham, pero el gobierno británico lo impidió. Según Gordon y Levinsohn, los productores apenas participaron en la producción ya que a Spielberg se le confió el control creativo total de la película. Ambos productores solo participaron en la obtención de financiación en el extranjero y en la gestión de la distribución internacional. Gordon, sin embargo, dijo que Spielberg era «inclusivo, amable y enormemente solícito en términos del desarrollo del guion».

### Retrato histórico
La representación histórica de las acciones de la compañía Charlie, encabezada por su comandante, el capitán Ralph E. Goranson, también se recreó en la secuencia de apertura. La escena y los detalles de lo acaecido esa mañana en la playa normanda son muy fieles a la realidad, como el mareo sufrido por muchos soldados, el gran número de bajas entre los aliados al desembarcar de las lanchas y las dificultades para reagruparse en la playa que experimentaron las unidades. Los detalles contextuales de las acciones de la compañía también se mantuvieron, caso de los nombres en código del sector Charlie y los adyacentes. La película también ilustra cómo el desembarco fue seguido de la limpieza de los búnkeres y el sistema de trincheras alemanes en la parte alta de los acantilados, algo que no era parte de los objetivos de la misión de la compañía Charlie pero que se realizó tras ascender los acantilados de Pointe du Hoc.
Las lanchas de desembarco usadas incluyeron doce auténticas de la Segunda Guerra Mundial, diez LCVP y dos LCM, usadas por las fuerzas aliadas para tomar las playas durante la operación Overlord. Los cineastas usaron también cámaras subacuáticas para mostrar mejor a los soldados siendo ametrallados bajo el agua. Se necesitaron cuarenta barriles de sangre falsa para teñir el agua de mar y simular la masacre causada entre los soldados estadounidenses. Este empeño por el realismo fue más difícil de conseguir en los vehículos blindados alemanes de la contienda, pues muy pocos han sobrevivido en condiciones operativas. Los tanques Tiger I que aparecen en la película fueron copias montadas sobre el chasis de los más antiguos pero funcionales tanques soviéticos T-34. Los dos vehículos que aparecen como Panzers intentaban simular cazacarros Marder III. Uno fue creado para la película reutilizando el chasis de un tanque Panzer 38(t) de fabricación checa, similar en configuración al original Marder III, y el otro fue un vehículo de asalto sueco SAV m/43, que también empleó el chasis del 38(t) y recibió cambios cosméticos para la ocasión.
Inevitablemente los cineastas se tomaron algunas licencias artísticas por el bien del drama. Una de las más notables es el retrato de la 2.ª División SS Das Reich como el enemigo de los estadounidenses en la batalla final de Ramelle. La 2.ª SS no combatió en Normandía hasta julio, y lo hizo en Caen contra los británicos y los canadienses, cien kilómetros al este. Por otra parte, los puentes sobre el río Merderet no fueron un objetivo de la 101.ª División Aerotransportada, sino de la 82.ª División Aerotransportada como parte de la misión Boston. Mucho se ha hablado de varios «errores tácticos» por parte tanto de los alemanes como de los estadounidenses en la batalla final de la película, a lo que Spielberg respondió que en muchas escenas optó por sustituir las tácticas militares y la estricta precisión histórica en favor del efecto dramático.

### Fotografía
Para lograr un tono y una calidad fiel a la historia, así como para reflejar la época en que se ambienta el filme, Spielberg volvió a colaborar con el director de fotografía Janusz Kaminski, afirmando que «al principio, los dos sabíamos que no queríamos que esto pareciera una extravagancia Technicolor sobre la Segunda Guerra Mundial, sino más bien como imágenes de un noticiero de los años 1940, muy desaturado y antiguo.» Kaminski quitó el revestimiento protector de las lentes de las cámaras para acercarse lo máximo posible a la tecnología de filmación de la época de la Segunda Guerra Mundial. Explicó que «sin la capa protectora, la luz penetra y comienza a rebotar, lo que la hace más difusa y más suave sin perder el foco». El director de fotografía completó el efecto global pasando el negativo por el bleach bypass, un proceso que reduce el brillo y la saturación del color. La sincronización del obturador fue de 90 o 45 grados para muchas de las escenas de batalla, cuando lo habitual son 180 grados. Kaminski aclara «de esta manera logramos un cierto staccato en los movimientos de los actores y cierta nitidez en las explosiones, lo que lo hace un poco más realista».

## Estreno
Saving Private Ryan fue distribuida por DreamWorks en Norteamérica y por Paramount Pictures internacionalmente. Como resultado de la adquisición de DreamWorks por Paramount en 2005, esta se ha quedado también con los derechos de distribución en Norteamérica (aunque a través de la división DreamWorks). La película fue un éxito de crítica y público y se le atribuye una importante contribución al resurgir del interés en Estados Unidos por la Segunda Guerra Mundial. Viejas y nuevas películas, videojuegos y novelas sobre este conflicto disfrutaron una renovada popularidad tras su estreno. El uso en la película de los colores desaturados, cámaras en mano y ángulos reducidos han influido profundamente en películas y videojuegos posteriores. Saving Private Ryan fue estrenada en 2463 salas de cine el 28 de julio de 1998 y recaudó 30,5 millones de dólares en su primer fin de semana. En total amasó 216,5 millones en Norteamérica y 265,3 en el resto del mundo, haciendo ascender su recaudación mundial hasta 481,8 millones, marcando con ello la mayor recaudación de una película estadounidense ese año.

### Acogida
La película fue acogida de manera muy positiva por la crítica, con muchos elogios a sus realistas escenas de combates y a la actuación de los actores, pero también señalando como puntos negativos el guion y el hecho de ignorar la contribución de muchos otros países al Día D en general y a la playa de Omaha en particular. El ejemplo más claro de esto último es que durante la auténtica invasión de Normandía el 2.º de Rangers desembarcó de barcos británicos y fue llevado a las playas por lanchas de la Real Armada británica. En la película se los ve en barcos tripulados por guardacostas de los Estados Unidos y procedentes de un barco americano, el USS Thomas Jefferson (APA-30). Sin embargo, esta crítica negativa no fue para nada general, pues otros críticos reconocieron el intento del director por hacer una película «americana». La cinta no fue estrenada en Malasia porque Spielberg se negó a cortar las escenas más violentas, aunque en ese país fue finalmente editada en DVD en 2005. Actualmente tiene un 93% de valoraciones positivas en Rotten Tomatoes y un 90% en Metacritic, dos sitios web de valoración cinematográfica. Muchas asociaciones de críticos, como el Círculo de críticos de Nueva York y el de Los Ángeles, eligieron Saving Private Ryan como la película del año. Roger Ebert le otorgó cuatro estrellas de cuatro y la definió como «una experiencia poderosa» y Vicente Molina Foix dijo que Saving Private Ryan era «la película que mejor y más conmovedoramente nos muestra lo que es ese infierno llamado guerra». La secuencia inicial del desembarco en Normandía fue votada como la «mejor escena de batalla de todos los tiempos» por la revista Empire y fue puesta en el número uno del ranking «50 grandes momentos de cine» de la revista TV Guide.

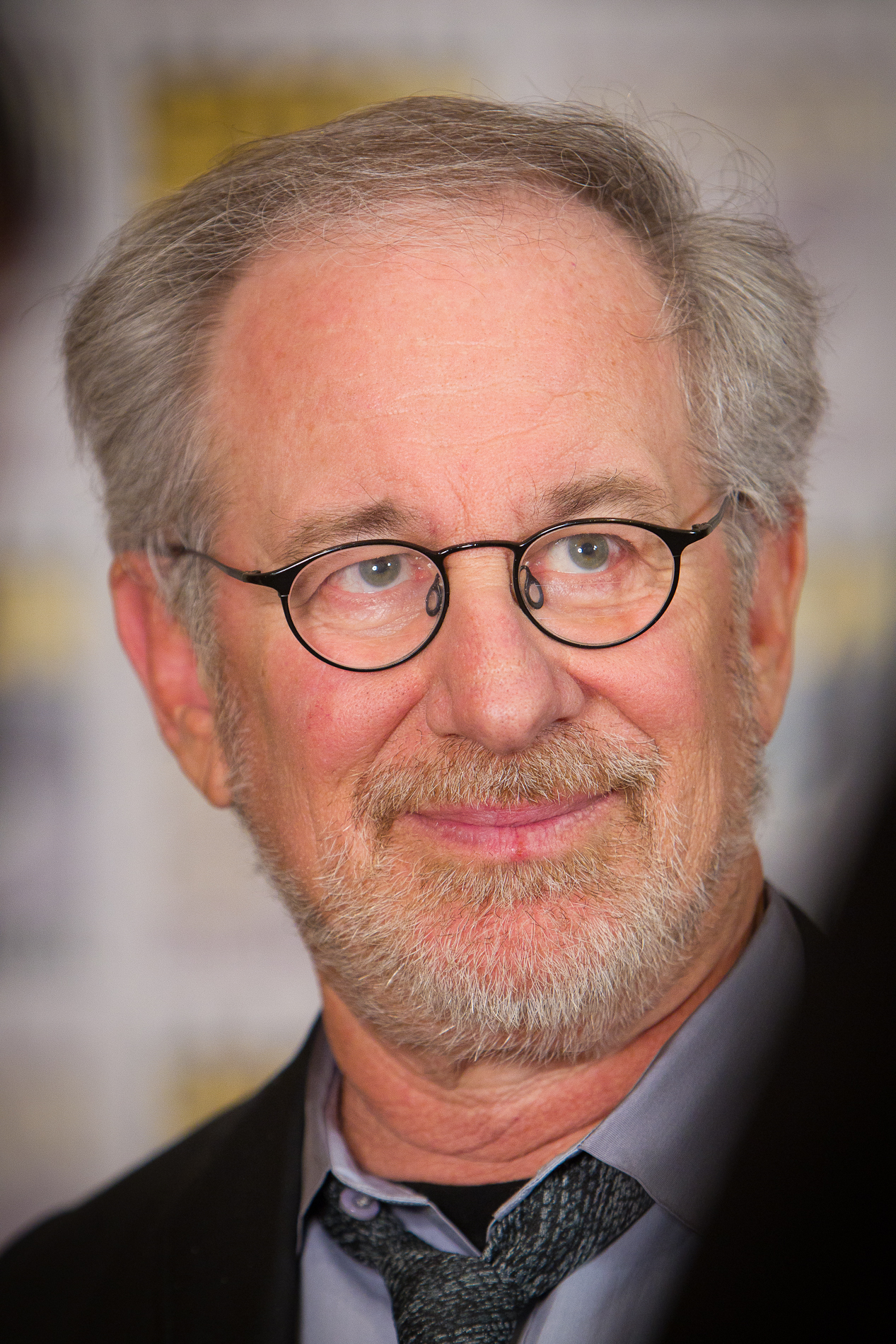
Steven Spielberg, director y productor de Saving Private Ryan.

El cineasta Quentin Tarantino ha expresado su admiración por la película de Spielberg y la ha citado como un influencia para su filme Inglourious Basterds de 2009. En una entrevista, Tarantino le dijo a su entrevistador, Samuel Blumenfeld, «Spielberg está haciendo algo sin precedentes con la apertura de esta película. Cuando presencias la secuencia del desembarco, ya nunca más podrás ver de la misma manera El día más largo o The Big Red One de Samuel Fuller… Saving Private Ryan hace que me dé cuenta de algunas situaciones del cine bélico que yo no podía hacer por mi cuenta. La idea de que cuarenta hombres en un barco son exterminados en segundos por una andanada de fuego de ametralladora es terrible. ¿Puedes imaginar la carnicería más atroz? Obviamente, sí. Salvo que a través de esta escena, estás persuadido para asistir a la peor masacre de la historia. La secuencia de lucha a cuchillo entre un soldado americano y uno alemán hacia el final de la película es tan notable como el desembarco. Odio las películas bélicas que muestran a un soldado matando a sus oponentes sin sudar, como si fuera insignificante. Si yo estuviera luchando por mi pellejo, creo que sería un poco más difícil. Es complicado matar a alguien, se necesita sudar e, incluso así, no tienes garantías de conseguirlo. Spielberg realizó admirablemente esta escena con esa dimensión».
Sin embargo, el director de cine Oliver Stone acusó a la película de promover «el culto a la Segunda Guerra Mundial como una guerra buena», y la ha situado junto a películas como Gladiator y Black Hawk Down, que él cree que se hicieron bien, pero que inadvertidamente contribuyeron a la preparación de los estadounidenses para la invasión de Irak de 2003.
El actor Richard Todd, que actuó en El día más largo y fue uno de los primeros paracaidistas británicos en lanzarse sobre Normandía (6.ª División Aerotransportada), dijo que la película era «Basura. Exagerada». Otros veteranos de la Segunda Guerra Mundial, sin embargo, declararon que la película era la representación más realista de la guerra que habían visto jamás. La película es tan realista que algunos veteranos de combates del Día D y Vietnam salieron de los cines antes de terminar de ver la escena inicial del desembarco. Sus visitas a los psicólogos por el trastorno por estrés postraumático aumentaron tras el estreno de la película, y muchos psicólogos advirtieron que evitaran verla los veteranos «más psicológicamente vulnerables».

### Premios y reconocimientos
Saving Private Ryan fue nominada a once premios Óscar y ganó los de mejor fotografía, mejor sonido, mejor edición de sonido, mejor montaje y mejor director para Steven Spielberg, pero no le concedieron el de mejor película, que fue a parar a Shakespeare in Love, lo que lo convierte en uno de los pocos filmes que gana la estatuilla de mejor director pero no de mejor película. La cinta también fue distinguida con los premios Globos de Oro a mejor película dramática y al mejor director, el BAFTA a los mejores efectos visuales y mejor sonido, el premio del Sindicato de Directores, el premio Grammy al mejor álbum de banda sonora, el Producers Guild of America Golden Laurel Award y el premio Saturn a mejor filme de acción o aventuras. En junio de 2008, el American Film Institute presentó su AFI's 10 Top 10 (las diez mejores películas en diez géneros clásicos) tras realizar una encuesta entre 1500 personas de la comunidad creativa y Saving Private Ryan entró como el octavo filme en el género de «películas épicas». En 2014, la película fue considerada «cultural, histórica y estéticamente significativa» por la Biblioteca del Congreso de Estados Unidos y seleccionada para su preservación en el National Film Registry.
| Año  | Categoría                  | Persona                                            | Resultado |
| ---- | -------------------------- | -------------------------------------------------- | --------- |
| 1998 | Mejor Película             | Mejor Película                                     | Candidata |
| 1998 | Mejor Director             | Steven Spielberg                                   | Ganador   |
| 1998 | Mejor Actor                | Tom Hanks                                          | Candidato |
| 1998 | Mejor Guion Original       | Robert Rodat                                       | Candidato |
| 1998 | Mejor Fotografía           | Janusz Kaminski                                    | Ganador   |
| 1998 | Mejor Banda Sonora - Drama | John Williams                                      | Candidato |
| 1998 | Mejor Montaje              | Michael Kahn                                       | Ganador   |
| 1998 | Mejor Dirección Artística  | Thomas E. Sanders Lisa Dean                        | Nominados |
| 1998 | Mejor Maquillaje           | Lois Burwell Connor O'Sullivan Daniel C. Striepeke | Nominados |
| 1998 | Mejor Sonido               | Gary Rydstrom Gary Summers Andy Nelson Ron Judkins | Ganadores |
| 1998 | Mejor Edición de Sonido    | Gary Rydstrom Richard Hymns                        | Ganadores |

| Año  | Categoría              | Persona                | Resultado |
| ---- | ---------------------- | ---------------------- | --------- |
| 1998 | Mejor Película - Drama | Mejor Película - Drama | Ganadora  |
| 1998 | Mejor Director         | Steven Spielberg       | Ganador   |
| 1998 | Mejor Actor - Drama    | Tom Hanks              | Candidato |
| 1998 | Mejor Guion            | Robert Rodat           | Candidato |
| 1998 | Mejor Banda Sonora     | John Williams          | Candidato |

| Año  | Categoría                  | Persona                                            | Resultado |
| ---- | -------------------------- | -------------------------------------------------- | --------- |
| 1998 | Mejor Película             | Mejor Película                                     | Candidata |
| 1998 | Mejor Director             | Steven Spielberg                                   | Ganador   |
| 1998 | Mejor Actor                | Tom Hanks                                          | Candidato |
| 1998 | Mejor Guion Original       | Robert Rodat                                       | Candidato |
| 1998 | Mejor Fotografía           | Janusz Kaminski                                    | Ganador   |
| 1998 | Mejor Banda Sonora - Drama | John Williams                                      | Candidato |
| 1998 | Mejor Montaje              | Michael Kahn                                       | Ganador   |
| 1998 | Mejor Dirección Artística  | Thomas E. Sanders Lisa Dean                        | Nominados |
| 1998 | Mejor Maquillaje           | Lois Burwell Connor O'Sullivan Daniel C. Striepeke | Nominados |
| 1998 | Mejor Sonido               | Gary Rydstrom Gary Summers Andy Nelson Ron Judkins | Ganadores |
| 1998 | Mejor Edición de Sonido    | Gary Rydstrom Richard Hymns                        | Ganadores |

| Año  | Categoría              | Persona                | Resultado |
| ---- | ---------------------- | ---------------------- | --------- |
| 1998 | Mejor Película - Drama | Mejor Película - Drama | Ganadora  |
| 1998 | Mejor Director         | Steven Spielberg       | Ganador   |
| 1998 | Mejor Actor - Drama    | Tom Hanks              | Candidato |
| 1998 | Mejor Guion            | Robert Rodat           | Candidato |
| 1998 | Mejor Banda Sonora     | John Williams          | Candidato |

| Año  | Categoría                     | Persona                                                             | Resultado |
| ---- | ----------------------------- | ------------------------------------------------------------------- | --------- |
| 1998 | Mejor Película                | Mejor Película                                                      | Candidata |
| 1998 | Mejor Director                | Steven Spielberg                                                    | Candidato |
| 1998 | Mejor Actor                   | Tom Hanks                                                           | Candidato |
| 1998 | Mejor Banda Sonora            | John Williams                                                       | Candidato |
| 1998 | Mejor Fotografía              | Janusz Kaminski                                                     | Candidato |
| 1998 | Mejor Montaje                 | Michael Kahn                                                        | Candidato |
| 1998 | Mejor Diseño de Producción    | Tom Sanders                                                         | Candidato |
| 1998 | Mejor Maquillaje y Peluquería | Lois Burwell Jeanette Freeman                                       | Nominados |
| 1998 | Mejor Sonido                  | Gary Rydstrom Ronald Judkins Gary Summers Andy Nelson Richard Hymns | Ganadores |
| 1998 | Mejores Efectos Visuales      | Stefen Fangmeier Roger Guyett Neil Corbould                         | Ganadores |

| Año  | Categoría     | Persona       | Resultado |
| ---- | ------------- | ------------- | --------- |
| 1998 | Mejor Reparto | Mejor Reparto | Nominados |
| 1998 | Mejor Actor   | Tom Hanks     | Candidato |

| Año  | Categoría                     | Persona                                                             | Resultado |
| ---- | ----------------------------- | ------------------------------------------------------------------- | --------- |
| 1998 | Mejor Película                | Mejor Película                                                      | Candidata |
| 1998 | Mejor Director                | Steven Spielberg                                                    | Candidato |
| 1998 | Mejor Actor                   | Tom Hanks                                                           | Candidato |
| 1998 | Mejor Banda Sonora            | John Williams                                                       | Candidato |
| 1998 | Mejor Fotografía              | Janusz Kaminski                                                     | Candidato |
| 1998 | Mejor Montaje                 | Michael Kahn                                                        | Candidato |
| 1998 | Mejor Diseño de Producción    | Tom Sanders                                                         | Candidato |
| 1998 | Mejor Maquillaje y Peluquería | Lois Burwell Jeanette Freeman                                       | Nominados |
| 1998 | Mejor Sonido                  | Gary Rydstrom Ronald Judkins Gary Summers Andy Nelson Richard Hymns | Ganadores |
| 1998 | Mejores Efectos Visuales      | Stefen Fangmeier Roger Guyett Neil Corbould                         | Ganadores |

| Año  | Categoría     | Persona       | Resultado |
| ---- | ------------- | ------------- | --------- |
| 1998 | Mejor Reparto | Mejor Reparto | Nominados |
| 1998 | Mejor Actor   | Tom Hanks     | Candidato |

### Formato doméstico
La película apareció en vídeo doméstico en mayo de 1999 con un estreno en VHS que ganó más de 44 millones de dólares. Más tarde se hizo una edición especial, la D-Day 60th Anniversary Commemorative Edition, que incluía una cubierta extra con imágenes documentales de los auténticos desembarcos del Día D así como del rodaje de la película. El DVD apareció en noviembre de ese mismo año y se convirtió en uno de los títulos más vendidos de ese año con 1,5 millones de unidades. El DVD original apareció con dos versiones distintas: una con sonido Dolby Digital y la otra con DTS 5.1, aunque el resto de características eran idénticas. El filme también se vendió en una edición muy limitada de dos discos Laserdisc a partir de noviembre de 1999, lo que lo convirtió en una de las últimas producciones cinematográficas en ser editadas en este formato, pues la producción de Laserdisc cesó a finales de ese mismo año en parte debido a la popularidad del DVD. El 24 de noviembre de 2004 se puso a la venta en España una edición especial de Saving Private Ryan en DVD, la Edición 60 aniversario Día D compuesta por dos discos, y presentada en Estados Unidos en una caja titulada World War II Collection con dos documentales producidos por Spielberg, Price For Peace (sobre la guerra en el Pacífico) y Shooting War (sobre los fotógrafos de guerra y con narración de Tom Hanks). La película se editó en Blu-ray por primera vez el 26 de abril de 2010 en el Reino Unido y el 26 de mayo lo hizo en España. En Estados Unidos la editó en Blu-Ray Paramount Home Video, pero unas semanas después de llegar a las tiendas la productora solicitó su retirada debido a un problema en la sincronización de audio que fue atribuido a un error de edición de Technicolor que escapó al proceso de control de calidad. Los discos remasterizados volvieron a la venta al público el 18 de mayo de 2010.